# كريل جنوبي
الكريل الجنوبي (الاسم العلمي:Nyctiphanes australis) هو نوع من الحيوانات البحرية يتبع جنس كريل ليلي من فصيلة الكريلية.		
سمي هذا النوع بالجنوبي (باللاتينية: australis) نسبة إلى النصف الجنوبي للكرة الأرضية.		